# Daemon Qui Fecit Terram
Daemon Qui Fecit Terram – pierwszy album studyjny polskiej grupy deathmetalowej Hate. Wydawnictwo ukazało się w 1996 roku na kasecie magnetofonowej nakładem wytwórni muzycznej Novum Vox Mortis. Płyta została zarejestrowana w warszawskim Hard Studio w 1996 roku. 
Sesja nagraniowa odbyła się w składzie: Adam "ATF Sinner" Buszko (wokal, gitara), Piotr "Mittloff" Kozieradzki (perkusja), Daniel (gitara basowa, wokal) oraz Ralph (gitara). Część nagrań pochodzących z debiutu ukazała się na kompilacji Evil Decade of Hate, wydanej w 2000 roku nakładem Apocalypse Production.

## Lista utworów
Opracowano na podstawie materiału źródłowego.
| Nr  | Tytuł utworu              | Słowa      | Muzyka | Długość |
| --- | ------------------------- | ---------- | ------ | ------- |
| 1.  | „Animate The Blood”       | ATF Sinner | Hate   | 03:23   |
| 2.  | „In Satan We Trust”       | ATF Sinner | Hate   | 02:58   |
| 3.  | „Inflict The Pain”        | ATF Sinner | Hate   | 03:05   |
| 4.  | „Almost You Are Dead”     | ATF Sinner | Hate   | 02:21   |
| 5.  | „Merry Christless”        | ATF Sinner | Hate   | 02:33   |
| 6.  | „Heaven Like A Hole”      | ATF Sinner | Hate   | 03:07   |
| 7.  | „Lords Of Sin”            | ATF Sinner | Hate   | 02:32   |
| 8.  | „An Eye For An Eye”       | ATF Sinner | Hate   | 02:36   |
| 9.  | „Died In Vain”            | ATF Sinner | Hate   | 02:47   |
| 10. | „Daemon Qui Fecit Terram” | ATF Sinner | Hate   | 00:55   |
| 11. | „Cadentia”                | ATF Sinner | Hate   | 03:49   |
|     |                           |            |        | 30:06   |